# Collenberg
Collenberg è un comune tedesco di 2 582 abitanti, situato nel land della Baviera.